# Federico Valentini
Federico Alessandro Valentini (ur. 22 stycznia 1982 w Borgo Maggiore) – sanmaryński piłkarz występujący na pozycji bramkarza, reprezentant San Marino w latach 2006–2013.

## Kariera
W reprezentacji San Marino rozegrał 9 meczów, w tym 4 w el. Mistrzostw Europy w piłce nożnej i 5 w el. Mistrzostw świata w piłce nożnej.

## Sukcesy
SS Murata
- mistrzostwo San Marino: 2005/06

SP Tre Penne
- mistrzostwo San Marino: 2012/13
- Superpuchar San Marino: 2013